# 大野郵便局 (広島県)
大野郵便局（おおのゆうびんきょく）は、広島県廿日市市にある郵便局。民営化前の分類では集配普通郵便局であった。

## 概要
住所：〒739-0499 広島県廿日市市大野原1-2-1

## 沿革
- 1882年（明治15年）8月1日 - 大野郵便局（五等）として開設[1]。
- 1885年（明治18年）6月30日 - 廃止。
- 1902年（明治35年）11月16日 - 大野郵便受取所として再設置。
- 1904年（明治37年）3月25日 - 大野郵便局となる。同日、貯金取扱を開始。
- 1956年（昭和31年）8月16日 - 電話通話および電報受付事務を除く電気通信業務を大野電報電話局に移管[2]。
- 1972年（昭和47年）11月6日 - 佐伯郡大野町橋本から同町三郎衛門新開に移転。
- 1995年（平成7年）6月5日 - 佐伯郡大野町大国一丁目から同町原一丁目に移転。
- 1995年（平成7年）9月4日 - 宮島郵便局[3]から集配業務を移管。
- 1998年（平成10年）3月24日 - 特定郵便局から普通郵便局に局種別改定。
- 1999年（平成11年） - 外国通貨の両替および旅行小切手の売買に関する業務取扱を開始。
- 2007年（平成19年）10月1日 - 民営化に伴い、併設された郵便事業廿日市大野支店に一部業務を移管。
- 2012年（平成24年）10月1日 - 日本郵便株式会社発足に伴い、郵便事業廿日市大野支店を大野郵便局に統合。

## 取扱内容
- 郵便、印紙、ゆうパック、内容証明
- 貯金、為替、振替、振込、国際送金、国債、投資信託
- 生命保険、バイク自賠責保険、自動車保険
- ゆうちょ銀行ATM
- 廿日市市内の一部地域（〒739-04xx、739-05xx）の集配業務
- ゆうゆう窓口

## 周辺
- 廿日市市役所大野支所
- 大野消防署

## アクセス
- JR山陽本線 大野浦駅から徒歩約15分
- おおのハートバス 大野西小学校停留所下車
- 広島岩国道路 大野ICから南へ約1km
- 国道2号沿い
- 駐車場あり：17台